# Río San Marcos
Río San Marcos är en ort i Mexiko.   Den ligger i kommunen Zapotitlán Tablas och delstaten Guerrero, i den sydöstra delen av landet, 230 km söder om huvudstaden Mexico City. Río San Marcos ligger 1 764 meter över havet och antalet invånare är 236.
Terrängen runt Río San Marcos är huvudsakligen lite bergig. Río San Marcos ligger nere i en dal. Runt Río San Marcos är det ganska glesbefolkat, med 40 invånare per kvadratkilometer. Närmaste större samhälle är Malinaltepec, 19,9 km söder om Río San Marcos. I omgivningarna runt Río San Marcos växer huvudsakligen savannskog.